# Fortress (Osprey)
Pour les articles homonymes, voir Fortress.
Fortress est une série de livres consacrée à l’histoire des fortifications militaires publiée par l’éditeur britannique Osprey Publishing.

## Généralités
La série de livres Fortress décrit l’histoire des fortifications militaires et autres constructions bâties par l’homme afin de poursuivre ses buts de guerre, leur évolution au fil du temps et leur architecture. Comme de coutume, Osprey propose des livres comprenant des dessins en coupe, des cartes, des diagrammes et des illustrations en couleurs ainsi que des photographies en noir et blanc et en couleur qui viennent compléter le texte.
Fortress apparaît en 2003 avec le titre Japanese Pacific Island Defenses 1941–45.

## Journalistes
Les principaux auteurs des livres de la série Fortress sont, pour les textes, Stephen Turnbull, Gordon L Rottman, Nic Fields, David Nicolle, Konstantin Nossov, Angus Konstam, Christopher Gravett, René Chartrand, Ron Field, Steven J Zaloga (en), Neil Short et Terrance McGovern ainsi qu'Adam Hook, Peter Dennis, Chris Taylor, Brian Delf, Donato Spedaliere, Ian Palmer, Hugh Johnson et Steve Noon pour les illustrations.